# سام تايلور
سام تايلور (بالإنجليزية: Sam Taylor)‏ (17 سبتمبر 1893 بشفيلد في المملكة المتحدة - 1973 بشفيلد في المملكة المتحدة) هو لاعب كرة قدم بريطاني (وحمل سابقاً جنسية المملكة المتحدة لبريطانيا العظمى وأيرلندا) في مركز مهاجم داخلي. لعب مع شيفيلد وينزداي ونادي تشيسترفيلد ونادي سانت إيلي تاون ونادي ساوثهامبتون وهدرسفيلد تاون ونادي هاليفاكس تاون وغرانتهام تاون ‏ ونادي مانسفيلد تاون.

## وصلات خارجية
- سام تايلور على موقع قاعدة بيانات كرة القدم.إي يو (الإنجليزية)